# Grand Prix Cycliste La Marseillaise
Der Grand Prix Cycliste La Marseillaise, bis 2011 Grand Prix d’Ouverture La Marseillaise, kurz GP d’Ouverture, ist ein französisches Straßenradrennen für Männer.
Der GP La Marseillaise ist ein Eintagesrennen, das seit 2005 zur UCI Europe Tour zählt und in die Kategorie 1.1 eingestuft ist. Er wurde 1980 zum ersten Mal unter dem Namen La Marseillaise ausgetragen und findet seitdem jährlich Ende Januar oder Anfang Februar statt. Im Jahre 1992 wurde das Rennen in Grand Prix d’Ouverture La Marseillaise umbenannt. Es eröffnet traditionell die europäische Radsportsaison. Im Anschluss an den Grand Prix folgt die Etappenfahrt Étoile de Bessèges, die genauso in und um Marseille beheimatet ist. Seit 2012 trägt das Rennen den aktuellen Namen.

## Palmarès
| Jahr                                   | Sieger                 | Zweiter                        | Dritter                |
| -------------------------------------- | ---------------------- | ------------------------------ | ---------------------- |
| La Marseillaise                        |                        |                                |                        |
| 1980                                   | Leo van Vliet          | Patrick Friou                  | Frits Pirard           |
| 1981                                   | Jan Bogaert            | Pascal Poisson                 | Patrick Hosotte        |
| 1982                                   | Bernard Hinault        | Ad Wijnands                    | Pierre-Henri Menthéour |
| 1983                                   | Jan Raas               | Cees Priem                     | Erich Mächler          |
| 1984                                   | Eddy Planckaert        | Gilbert Glaus                  | Pascal Jules           |
| 1985                                   | Charly Mottet          | Walter Planckaert              | Paul Haghedooren       |
| 1986                                   | Eddy Planckaert        | Vincent Barteau                | Jürg Bruggmann         |
| 1987                                   | Johnny Weltz           | Jean-Claude Colotti            | Paul Watson            |
| 1988                                   | Ad Wijnands            | Teun van Vliet                 | Adrie van der Poel     |
| 1989                                   | Thierry Claveyrolat    | Guido Winterberg               | Ronan Pensec           |
| 1990                                   | Etienne De Wilde       | Carlo Bomans                   | Hendrik Redant         |
| 1991                                   | Edwig Van Hooydonck    | Pierre Dewailly                | Herman Frison          |
| Grand Prix d’Ouverture La Marseillaise |                        |                                |                        |
| 1992                                   | Edwig Van Hooydonck    | Eddy Seigneur                  | Gilles Delion          |
| 1993                                   | Didier Rous            | Eddy Seigneur                  | Armand de Las Cuevas   |
| 1994                                   | Gilles Delion          | Wilfried Nelissen              | François Simon         |
| 1995                                   | Stéphane Hennebert     | Nico Mattan                    | Gianluca Pianegonda    |
| 1996                                   | Fabiano Fontanelli     | Ján Svorada                    | Andreï Tchmil          |
| 1997                                   | Richard Virenque       | Gilles Bouvard                 | Ján Svorada            |
| 1998                                   | Marco Saligari         | Richard Virenque               | Viatcheslav Djavanian  |
| 1999                                   | Frank Vandenbroucke    | Jens Voigt                     | Frédéric Bessy         |
| 2000                                   | Emmanuel Magnien       | Lauri Aus                      | Christophe Bassons     |
| 2001                                   | Jakob Piil             | Nicolai Bo Larsen              | Florent Brard          |
| 2002                                   | Xavier Jan             | Alexander Botscharow           | Cyril Dessel           |
| 2003                                   | Ludo Dierckxsens       | Magnus Bäckstedt               | Stefano Casagranda     |
| 2004                                   | Baden Cooke            | Jo Planckaert                  | Fabio Baldato          |
| 2005                                   | Nicki Sørensen         | Wladimir Nikolajewitsch Gussew | Daniele Masolino       |
| 2006                                   | Baden Cooke            | Philippe Gilbert               | Anthony Geslin         |
| 2007                                   | Jeremy Hunt            | Michail Borissowitsch Ignatjew | Staf Scheirlinckx      |
| 2008                                   | Hervé Duclos-Lassalle  | Frederik Veuchelen             | Ryder Hesjedal         |
| Grand Prix Cycliste La Marseillaise    |                        |                                |                        |
| 2009                                   | Rémi Pauriol           | Thomas Voeckler                | Juri Trofimow          |
| 2010                                   | Jonathan Hivert        | Johnny Hoogerland              | Samuel Dumoulin        |
| 2011                                   | Jérémy Roy             | Sylvain Georges                | Romain Feillu          |
| 2012                                   | Samuel Dumoulin        | Marco Marcato                  | Arthur Vichot          |
| 2013                                   | Justin Jules           | Samuel Dumoulin                | Thomas Damuseau        |
| 2014                                   | Kenneth Vanbilsen      | Baptiste Planckaert            | Samuel Dumoulin        |
| 2015                                   | Pim Ligthart           | Kenneth Vanbilsen              | Antoine Demoitié       |
| 2016                                   | Dries Devenyns         | Thibaut Pinot                  | Baptiste Planckaert    |
| 2017                                   | Arthur Vichot          | Maxime Bouet                   | Lilian Calmejane       |
| 2018                                   | Alexandre Geniez       | Odd Christian Eiking           | Lilian Calmejane       |
| 2019                                   | Anthony Turgis         | Romain Combaud                 | Tom Van Asbroeck       |
| 2020                                   | Benoît Cosnefroy       | Valentin Madouas               | Tom Devriendt          |
| 2021                                   | Aurélien Paret-Peintre | Thomas Boudat                  | Bryan Coquard          |
| 2022                                   | Amaury Capiot          | Mads Pedersen                  | Francisco Galván       |
| 2023                                   | Neilson Powless        | Valentin Ferron                | Brent Van Moer         |
| 2024                                   | Kevin Geniets          | Alex Baudin                    | Kévin Vauquelin        |
| 2025                                   | Valentin Ferron        | Vincent Van Hemelen            | Francisco Galván       |